# Jiří Kayser
Jiří Kayser (27. listopadu 1918, Písek – 2. března 2016, Cambridge, Ontario) byl český sochař, keramik a malíř.

## Život
Jeho rodová linie byla spojena s vědci a umělci počínaje Thomasem de Keyserem (1596–1667) v Amsterdamu.
Vystudoval Akademii výtvarných umění v Praze a Univerzitu Karlovu. Později se stal profesorem výtvarných umění a členem různých uměleckých poradních výborů architektů a urbanistů. Zúčastnil se řady národních i mezinárodních výstav v Československu, Rakousku, Itálii, Dánsku, Belgii, Austrálii a na Novém Zélandu. Poté, co v roce 1968 uprchl se svou rodinou do Kanady, aby unikl politickým nepokojům, učil umění na Ecole de Beaux Arts v Quebecu a jinde, a vystavoval po celé východní Kanadě a USA. V roce 1977 se stal grafikem a rezidentním umělcem Mezinárodní asociace leteckých dopravců (IATA) v Montréalu. V roce 1989 odešel do Cambridge v Ontariu.
Jeho kanadské dílo sahalo od elektrizujících krajin a městských scén, aktů a zátiší až po detailní lepty, které jasně odrážely jeho klasické dědictví. Jeho dílo lze nalézt v mnoha stálých expozicích včetně muzea Albertina ve Vídni, Národní galerii v Praze, správních úřadů IATA v Montrealu a Ženevě a soukromých sbírkách po celém světě.

## Dílo
- 1967: Abstraktní mozaika - keramicko-kamenná mozaika, Ústí nad Labem, samoobsluha v ul. SNP[1]